# Cierva C.10
Die Cierva C.10 war ein Tragschrauber des Konstrukteurs Juan de la Cierva, der Ende der 1920er Jahre von dem in Bristol beheimateten Unternehmen George Parnall & Co. als Lizenznehmer gebaut wurde. Deshalb wird auch die Bezeichnung Parnall-Cierva C.10 verwendet.

## Geschichte
Der Bau der C.10 wurde entsprechend den Anforderungen der Air Ministry Specification 4/26 mit dem Contract 642578/25 beauftragt. Sie erhielt damit auch eine RAF-Seriennummer (J9038). Parnall baute die Maschine in seinem Werk auf dem Yate-Flugfeld in Gloucestershire, wo die C.10 in den ersten Monaten des Jahres 1928 fertiggestellt wurde. Anders als Avro verwendete Parnall als Basis für seinen Lizenzbau kein bereits vorhandenes Flugzeug, sondern baute dieses vollständig neu auf. 
Am 26. April 1928 wurden erste Rollversuche auf dem Yate-Flugfeld unternommen. Avros Testpilot H. A. Hamersley drehte die Maschine in den Wind der Stärke 4 bis 5 und rollte etwa 200 m, als sich die Maschine plötzlich auf die linke Seite legte. Die nachfolgende Untersuchung stellte die praktisch senkrechte Anordnung des Rotormastes zusammen mit dem nur gering wirksamen Seitenruder als Unfallgrund dar. Dementsprechend erhielt beim Wiederaufbau der J9038 der Rotormast eine 5-Grad-Neigung nach rechts, weiterhin wurde die Spurweite auf 3,05 m vergrößert und die Fahrwerksstreben statt an den Rumpflängsgurten an den Auslegern angeschlagen. Der nächste Flugversuch fand am 5. November 1928 auf dem Andover Flugfeld statt, wobei die C.10 von dem Cierva-Testpilot A. H. Rawson gesteuert wurde. Als er jedoch beim Versuch abzuheben das Heck anhob, rollte die Maschine nach rechts und legte sich auf den Rücken. Über 20 Jahre nach dem Unfall erklärte der Konstrukteur Harold Bolas, dass nach seiner Ansicht beide Unfälle auf Bodenresonanzeffekte zurückzuführen sind. Die C.10 wurde nicht wieder aufgebaut.

## Konstruktion
Als Antrieb für den Einsitzer diente ein unverkleideter Fünfzylinder-Sternmotor Armstrong Siddeley Genet, der 80 PS leistete und auf einen Zweiblatt-Propeller wirkte. Der 6,91 m lange aus Holz aufgebaute Rumpf hatte eine mit Stoff bespannte einfache Fachwerkstruktur. Lediglich der vordere Rumpfteil bestand aus einem Stahlfachwerk. Das Seitenleitwerk setzte sich aus einer drahtverspannten kleinen Flosse und einem relativ großen, nicht ausgeglichenen Seitenruder zusammen. Das gesamte Leitwerk war eine Stahlkonstruktion und mit Stoff bespannt. Verkleidete Stahlrohrholme, die an den unteren Längsträgern des Rumpfs befestigt und gegen den Rumpf verstrebt waren, trugen große Querruder. Die Spannweite der Holme betrug etwa 5,20 m. Das einfache Schleifspornfahrwerk hatte eine Spurweite von 2,14 m und besaß Öl-Federbeine. 
Der Vierblattrotor mit großer Tiefe war vom „Paddeltyp“ und saß auf einem aus sechs verkleideten Rohren zusammengesetzten Pylon. Die Abwärtsbewegung der Blätter wurde durch Teleskop-Dämpfereinheiten begrenzt, während die Schlagbewegung in den waagerechten Gelenken nach oben nicht eingeschränkt war. Der im Uhrzeigersinn drehende Rotor musste manuell in Drehung versetzt werden und erhielt die zum Abheben notwendige Drehzahl erst beim Rollen der Maschine. Der Rotor besaß keine Vertikalgelenke, die Cierva nach dem Bruch einer Blattwurzel und dem nachfolgenden Absturz der C.6C Anfang 1927 eingeführt hatte. Demzufolge fehlten an der C.10 auch die Verspannkabel zwischen den Rotorblättern, die der Begrenzung des Ausschlags der Schwenkgelenke dienten. Welchen Anteil jeweils die Konstruktionsabteilungen von Cierva und Parnall an dieser Auslegung hatten, kann heute nicht mehr festgestellt werden. Wahrscheinlich aber konstruierte Harold Bolas von Parnall nur den Rumpf, während Cierva für den Rotormechanismus zuständig war.